# Vrijeme vinila
Vrijeme vinila radijska je emisija 2. programa Hrvatskoga radija. Emisija je kalendarskog tipa i referira se na glazbene hitove od 1940-ih do 1980-ih.

## Povijest
Emisiju je osmislila i pokrenula novinarka Branka Muvrin, koja je bila i prva voditeljica. Emitira se od prosinca 1998. godine na 2. programu Hrvatskoga radija, svakog dana od 8:10 do 8:30 sati. Emisiju prenose i regionalni radijski centri Split, Pula i Knin, ali u različitim terminima.

## Koncept
Emisija je zamišljena u 20-minutnom formatu u kojem se predstavlja desetak vokalnih ili instrumentalnih skladbi, ali se nijedna ne pušta u cijelosti zbog ograničene minutaže. Emisija se referira uglavnom na velike hitove (evergreeni, retro pop, rock, jazz, soul i blues) od 40-ih do 80-ih godina 20. stoljeća iz vremena vinila, kad su glavni nosači zvuka bile gramofonske ploče, singlice i LP-a. Povod emitiranja skladbi može biti različit, od datuma izdavanja singla, osvajanja prvog mjesta na ljestvicama popularnosti pa sve do različitih obljetnica.

## Urednici
| 1. Branka Muvrin                          |
| 2. Duško Radić                            |
| 3. Duško Knežević                         |
| 4. Nenad Marjanović Zulim (2009. – 2014.) |
| 5. Davor Medaković                        |

## Vanjske poveznice
- HRT / Leksikon radija i televizije: Vrijeme vinila  Arhivirana inačica izvorne stranice od 12. lipnja 2018. (Wayback Machine)